# 粉红粘帚霉
粉红粘帚霉 (英語：Gliocladium roseum) 是一种真菌,无性型为: 粉红螺旋聚孢霉 (英語：Clonostachys rosea)。 它作為內生真菌定植在活的植物内，作為腐生生物消化在土壤中的材料，也在被稱為線蟲的其他真菌的寄生生物。
被发现于南美的巴塔哥尼亞（阿根廷和智利）雨林树上的一种粉红粘帚霉能释放一种成分与柴油相似的挥发物，有望成为生物燃料的一个新来源。粉红粘帚霉可以直接利用纤维素合成微生物柴油。这意味着我们可以在不消耗粮食的情况下有希望直接生产出生物燃料。

## 参看
- 藻类生质燃料（Algal biofuel）
- 生物燃料
- 纤维素乙醇
- 生物柴油